# Hemiergis gracilipes
Hemiergis gracilipes — вид сцинкоподібних ящірок родини сцинкових (Scincidae). Ендемік Австралії.

## Поширення і екологія
Hemiergis gracilipes мешкають на південному заході Західної Австралії. Вони живуть у вологих лісах, на пустищах, на окраїнах боліт, серед повалених дерев і опалого листя. Живородні, народжують від 2 до 4 дитинчат.